# Sarinda hentzi
Sarinda hentzi là một loài nhện trong họ Salticidae.
Loài này thuộc chi Sarinda. Sarinda hentzi được Richard C. Banks miêu tả năm 1913.